# 神奈川県立和泉高等学校
神奈川県立和泉高等学校（かながわけんりつ いずみこうとうがっこう）は、かつて神奈川県横浜市泉区和泉町に設置されていた県立高等学校。

## 概要
相模鉄道いずみ野線いずみ中央駅又はゆめが丘駅から徒歩10分。高校の周囲には畑なども多く残る。旧学区制度のもとでは、横浜西部学区のうち学力的には下位校の順位にあった。4年制大学への進学率は高くなかった。閉校時点での在校生は約600名。

## 沿革
- 1980年4月1日 - 横浜西部学区のうち空白地域であった泉区南部に開設された。
- 1990年 - 相鉄いずみ野線がいずみ中央駅まで開通。登校時の便宜が図られた。
- 2008年3月31日 - 神奈川県立岡津高等学校と統合し、閉校。

## 卒業生
- しゅくはじめ（芸人）
- 田川まゆみ（タレント・ディスクジョッキー）[1]

## 備考
- 統合後の設備は岡津高校（統合後は神奈川県立横浜緑園総合高等学校）のものを使用する。統合が決定した2006年4月以降、両校は制服・教科書等を統一していた。
- 本校の学校設備は、2008年4月から神奈川県立横浜修悠館高等学校として使用されている。
- 1985年2月に実施された入学試験の際に替え玉受験が発覚したことがある。神奈川県立高校の入試では初の事態であった[2]。